# Kipfendorf
Kipfendorf ist ein Stadtteil der oberfränkischen Stadt Rödental im Landkreis Coburg. Am 1. Januar 1971 gehörte Kipfendorf neben den damaligen Gemeinden Einberg, Mönchröden, Oeslau, Rothenhof und Unterwohlsbach zu den „Gründungsgemeinden“ Rödentals.

## Geographie
Kipfendorf liegt etwa neun Kilometer nordöstlich von Coburg am westlichen Fuß des Berges Stiefvater. Gemeindeverbindungsstraßen gibt es nach Rothenhof und Blumenrod. Östlich führt die Kreisstraße CO 11 vorbei.

## Geschichte
Kipfendorf wurde 1314 erstmals urkundlich genannt. Eine weitere urkundliche Erwähnung erfolgte 1317 im Urbarium, einer Auflistung von Besitzungen der Henneberger beim Erwerb der Neuen Herrschaft, als „Windischen Inberg“. Es war wohl eine Tochtersiedlung von Inberg (Einberg). Der heutige Name tauchte erstmals 1452 als „Kypfendorff“ auf. Der Name Kipfe bedeutet Berggipfel oder Spitze, also Dorf an der Kuppe, was sich auf den benachbarten Berg Stiefvater bezieht.
Im Jahr 1353 kam der Ort mit dem Coburger Land im Erbgang zu den Wettinern und war somit ab 1485 Teil des Kurfürstentums Sachsen, aus dem später das Herzogtum Sachsen-Coburg hervorging. 1440 erwarb das Kloster Mönchröden das Dorf. Das Erbbuch des Amtes Coburg verzeichnete 1516 in Kipfendorf einen Hof und fünf Sölden als landesherrliche Lehen des Klosters.
Im Jahr 1618, zu Beginn des Dreißigjährigen Krieges hatte der Ort ein Gut und neun Söldengüter mit insgesamt vier Pferden, zwanzig Stück Rindvieh und zwölf Schweinen. 1630 waren noch drei Anwesen unversehrt und es gab noch eine Kuh. 1658 waren wieder neun Rinder und zehn Schafe vorhanden. Kipfendorf hatte im Jahr 1783 64 Einwohner, die in vierzehn Häusern lebten. Der Ort gehört zum Pfarrsprengel Einberg.
Die wirtschaftliche Entwicklung Kipfendorfs prägte eine südwestlich vom Ortskern gelegene Tongrube, wo es schon im 13. Jahrhundert eine Töpferwerkstatt gab. Für 1617 ist eine Ziegelhütte belegt. Die zum Oberen Keuper gehörenden Tone wurden von 1857 bis 1930 in einer 14 Hektar großen Grube durch das Oeslauer Annawerk zur Produktion von Steinzeug, Klinker und feuerfesten Steinen mittlerer Qualität abgebaut und anfangs mit Fuhrwerken und ab 1915 mit einer Grubenbahn etwa fünf Kilometer transportiert.
Am 21. Juli 1869 wurde Thierach mit 26 Einwohnern zwangsweise nach Kipfendorf mit damals 110 Einwohnern eingegliedert.
Die erste Vereinsgründung erfolgte 1858 mit einem „Leseverein“.
Die Kipfendorfer Kinder gingen ab dem 16. Jahrhundert im etwa drei Kilometer entfernten Einberg zur Schule. Später hatte das Dorf einen Präzeptor, der abwechselnd in einem der Bauernhäuser unterrichtete und dort Kost und Logis hatte. Ab 1842 war wieder die Schule in Einberg zuständig, ehe 1875 Kipfendorf und Rothenhof aus dem Einberger Schulverband ausschieden und eine gemeinsame Schule in Kipfendorf errichteten. 1908 hatten die Rothenhofer Schüler ein eigenes Schulhaus. Seit dem Beitritt zum Schulverband Einberg 1967 fahren die Schüler mit dem Schulbus nach Einberg.
In einer Volksbefragung am 30. November 1919 stimmte ein Kipfendorfer Bürger für den Beitritt des Freistaates Coburg zum thüringischen Staat und 70 waren dagegen. Somit gehörte ab dem 1. Juli 1920 Kipfendorf zum Freistaat Bayern.
Am 1. Januar 1971 schloss sich Kipfendorf mit den Gemeinden Einberg, Mönchröden, Oeslau, Rothenhof und Unterwohlsbach zur Einheitsgemeinde Rödental zusammen. 1987 umfasste das Dorf 215 Personen, 65 Wohngebäude und 86 Wohnungen.
Im Jahr 1991 gewann Kipfendorf den zweiten Preis beim Wettbewerb Unser Dorf soll schöner werden 2007 bekam der Stadtteil einen Dorfbrunnen aus fränkischem Muschelkalk. Es ist ein Werk des Bildhauers Reinhard Klesse nach einem Entwurf des Rödentalers Lithographen und Künstlers Gerhard Seidel und zeigt Motive aus der bäuerlichen Arbeit, der ehemaligen Tongrube, der Schule und des Lesevereins.

## Einwohnerentwicklung
| Jahr | Einwohnerzahl |
| ---- | ------------- |
| 1693 | 35            |
| 1783 | 64            |
| 1910 | 202           |
| 1933 | 253           |
| 1939 | 230           |

| Jahr | Einwohnerzahl |
| ---- | ------------- |
| 1950 | 284           |
| 1960 | 267           |
| 1969 | 266           |
| 2010 | 291           |